# Rhytidoponera insularis
Rhytidoponera insularis é uma espécie de formiga do gênero Rhytidoponera.